# Avatar: Frontiers of Pandora
Avatar: Frontiers of Pandora é um jogo eletrônico de ação e aventura em mundo aberto, desenvolvido pela Massive Entertainment e publicado pela Ubisoft. É baseado na série de filmes Avatar, de James Cameron, e lançado para Amazon Luna, Google Stadia, Microsoft Windows, PlayStation 5 e Xbox Series X/S em 7 de dezembro de 2023.

## Premissa
Avatar: Frontiers of Pandora se passa na lua Pandora, um satélite natural de Polifemo, um gigante gasoso localizado no sistema Alpha Centauri, igualmente como nos filmes de James Cameron.
Na trama, o jogador assume o controle de um Na'vi e embarca em uma jornada pela fronteira ocidental de Pandora, uma região nunca antes vista, para repelir as forças da RDA, uma organização de humanos fortemente armada que tenta tomar o controle de Pandora por interesses próprios.

## Desenvolvimento
O jogo foi anunciado pela primeira vez em março de 2017, quando a Massive Entertainment anunciou que seu próximo grande título seria baseado na franquia Avatar, de James Cameron. Em uma ligação para investidores em 2021, foi revelado que o título estava programado para ser lançado entre abril de 2022 e março de 2023. O jogo foi intitulado Avatar: Frontiers of Pandora com um trailer na E3 2021, e anunciado para lançamento em 2022. Foi definido que o jogo contaria uma história independente dentro do universo de Avatar.
Em julho de 2022, Avatar: Frontiers of Pandora foi adiado de sua janela de lançamento inicial de 2022 para 7 de dezembro de 2023.